# The Cold Room
Pour plus de détails, voir Fiche technique et Distribution.
The Cold Room est un téléfilm britannique réalisé par James Dearden, diffusé en 1984.

## Fiche technique
- Titre français : The Cold Room
- Réalisation : James Dearden
- Scénario : James Dearden d'après le roman de Jeffrey Caine (en)
- Photographie : Tony Pierce-Roberts
- Montage : Mick Audsley
- Musique : Michael Nyman
- Pays d'origine : Royaume-Uni
- Format : Couleurs - Mono
- Genre : drame
- Durée : 95 minutes
- Date de première diffusion : 1984

## Distribution
- George Segal : Hugh Martin
- Amanda Pays : Carla Martin / Christa Bruckner
- Renée Soutendijk : Lili
- Warren Clarke : Wilhelm Bruckner
- Gertan Klauber : vieux Nazi
- Anthony Higgins : Erich